# جولو (ویرجینیای غربی)
جولو (به انگلیسی: Jolo) یک منطقهٔ مسکونی در ایالات متحده آمریکا است که در شهرستان مک‌داول، ویرجینیای غربی واقع شده‌است.